# Мифологическая школа (этнография)
Эта статья о мифологической школе в этнографии и фольклористике. О мифологической теории происхождения христианства см. Мифологическая школа.
Мифологи́ческая шко́ла — устаревшее направление в этнографии и фольклористике, зародившееся в землях Германии в XVIII веке. Приоритетом было изучение духовной культуры индоевропейских народов, связанное с огромным интересом к данной теме в XVIII—XIX веков.

## История

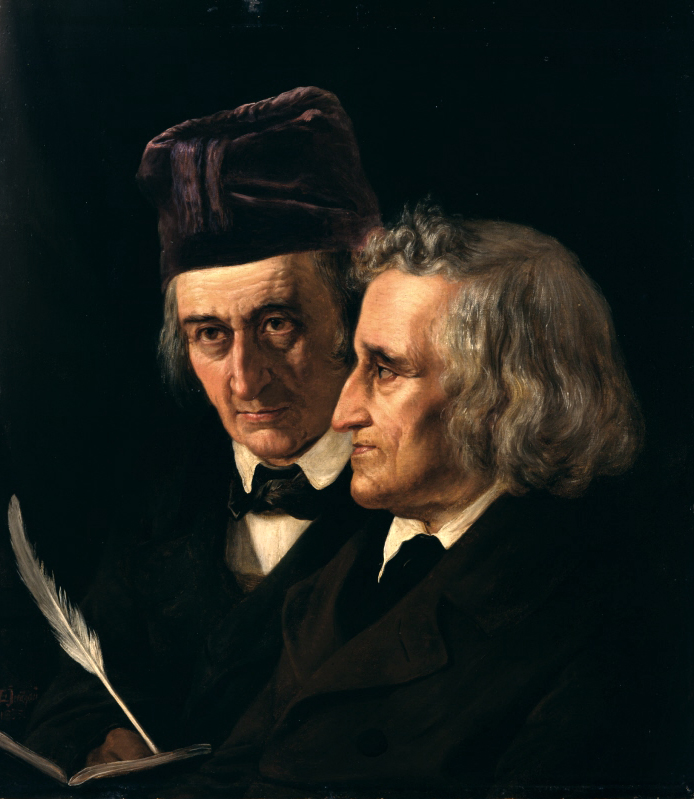
Якоб и Вильгельм Гримм

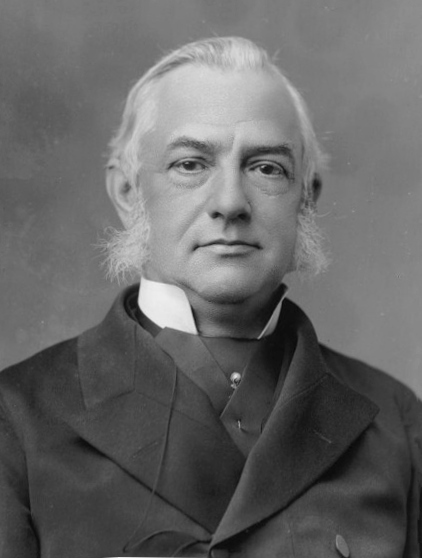
Макс Мюллер

Вторая половина XIX века отмечена противостоянием двух основных школ изучения мифа, мифологической и эволюционистской. Мифологическая школа, развилась из исследований Якоба Гримма и сохраняла связь с романтическими традициями. Она представлена такими исследователями как немецкие учёные А. Кун, В. Шварц, В. Манхардт, английский — Макс Мюллер, русские — Ф. И. Буслаев, А. Н. Афанасьев, А. А. Потебня и др. Эти исследователи собрали большое наследие мифологии разных народов и заложили основы сравнительно-типологического и этимологического изучения мифа. Мифологическая школа занималась поиском первичных мифологических мотивов в фольклорных и литературных произведениях и опиралась на успехи научного сравнительно-исторического изучения индоевропейских языков и ориентировалась на реконструкцию праиндоевропейской мифологии, осуществлённую путём этимологических сопоставлений. В этой школе преобладала трактовка мифов как образного воплощения природных явлений (она называется также «натуралистической школой»), обусловленного обожествлением небесных светил («солярная теория» Мюллера) или грозы («метеорологическая теория» Куна). Мюллером была предложена лингвистическая концепция возникновения мифов как результата «болезни языка». По его мнению, первобытный человек обозначал отвлечённые понятия через конкретные признаки, пользуясь метафорическими эпитетами. Позднее первоначальный смысл последних забывался, и благодаря семантическим сдвигам возникал миф. Самих богов Мюллер рассматривал в основном как солярные символы, тогда как Кун и Шварц считали их образными обобщениями метеорологических (грозовых) явлений.
Позднее, кроме астральных и лунарных мифов исследователи обратили внимание на значение животных в формировании мифов. Сформировалась натурическая (натуралистическая) или солярно-метеорологическая школа. В рамках фольклористики она может называться мифологической школой, поскольку её последователи сводили сказочные и эпические сюжеты к мифологическим — солярным и грозовым символам, метеорологическим, солнечным, лунным циклам. Позднее эта школа претерпела серьёзные изменения. Изменилась индоевропеистика, была доказана ложность теории «болезни языка», ещё в XIX веке был замечен односторонний характер редукции мифов к небесным природным феноменам. Однако опыт этой школы в изучении языка с целью реконструкции мифов получил развитие в дальнейшем, а солярная, лунарная и др. символика, в особенности в отношении природных циклов, составили один из уровней сложного мифологического моделирования.
Как пишет С. А. Токарев, представители данной, ранней в этнографии школы, опирались в основном на догадки, а также на данные индоевропеистики, что сужало их кругозор. Впоследствии, при появлении более обширного материала зарождается новая школа — однолинейный (линейный) эволюционизм. Отдельно С. А. Токарев выделяет Вильгельма Маннгардта, многие работы которого легли в основу эволюционизма, например, замечания об огне, а также другие: «Можно сказать, что Маннгардт открыл для науки в высшей степени важную область: аграрные культы».